# Brněnská mešita
Brněnská mešita se nachází ve Vídeňské ulici v Brně, ve čtvrti Štýřice. Jedná se o vůbec první mešitu v Česku, otevřena byla v roce 1998.

## Historie
V Brně byla v červenci 1998 postavena první funkční mešita v Česku. Její výstavbu provázel nesouhlas části obyvatel (hlavně křesťanských spolků); magistrát města stanovil podmínky, že mešita nesmí mít minaret, kupoli a nesmí být odlišná od okolní zástavby. Její zařízení uvnitř je v porovnání s ostatními mešitami známými z jiných zemí též relativně strohé. Objekt slouží spíše jako kulturní centrum, orientovaný je směrem k Mekce (oproti okolní zástavbě je budova mírně pootočena) a jeho hlavní součástí je prostor pro modlitbu asi sta lidí. V současné době se do mešity pořádají též exkurze. Dne 9. 3. 2016 ji navštívil i velvyslanec USA v České republice Andrew Schapiro.

## Soužití s okolím a respektování pravidel
Před začátkem výstavby mešity občané města Brna (zvláště obyvatelé městské čtvrti Štýřice, kde mešita stojí) projevovali peticemi svůj nesouhlas s výstavbou mešity. Po zkušenostech obyvatel s mešitou se však napětí zmírnilo. Islámská nadace v Brně na své náklady nechala rozšířit parkoviště o šest parkovacích míst. S dovolením policie během islámských náboženských svátků mohou muslimové parkovat na ulici Vídeňské před mešitou.

## Kontroverze

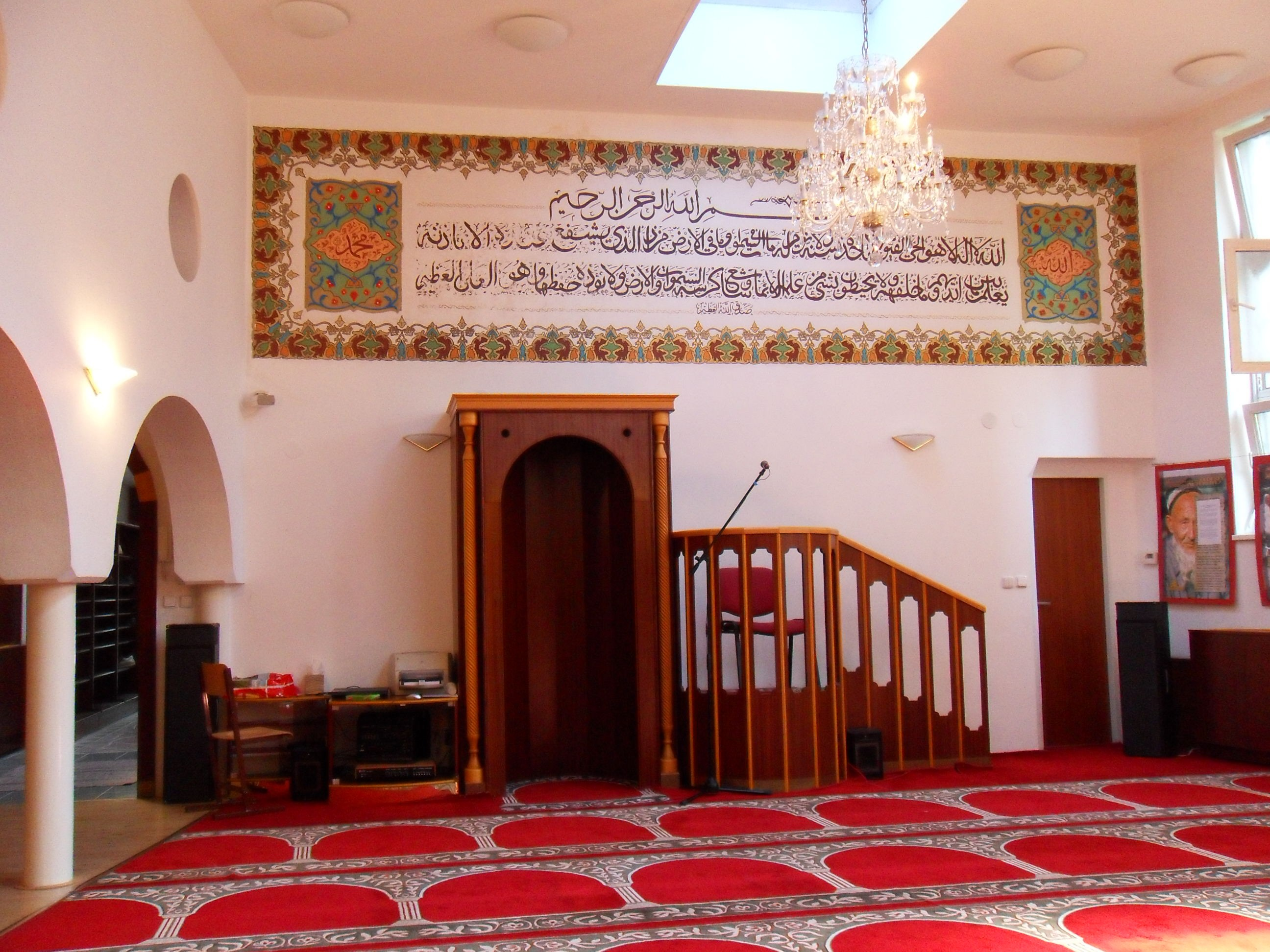
Interiér mešity

Během své existence se na půdě brněnské mešity udály akce, které jsou v médiích hodnoceny jako kontroverzní. Za některými obviněními vůči brněnské muslimské obci stál konvertita Lukáš Lhoťan poté, co se s ní ve zlém rozešel. Na svém blogu například zveřejnil 12 let starý dopis předsedy Islámské nadace Brno Muneeba Hassana Alrawiho egyptskému teologovi Júsufu al-Qardáwímu, jenž označoval za doklad spojení brněnské obce s organizací pro Palestinu. S tříletým odstupem také zveřejnil video z kázání Lukáše Větrovce, stejně tak později i záznam s kázáním Alrawiho. Alrawi jeho činnost vůči obci označil za mstu.

### Kázání Lukáše Větrovce proti židům
Jeden z brněnských muslimů, kazatel Lukáš Větrovec, pronesl v roce 2008 kázání o zabíjení židů muslimy, přičemž se jednalo o citace ze staré náboženské literatury. Po zveřejnění videozáznamu Lukášem Lhoťanem a následně médii v prosinci 2011 se proti kázání ohradila Federace židovských obcí v ČR, Židovská obec v Praze a Židovské muzeum v Praze. Jejich představitelé ve své reakci uvedli, že „tendence českého muslimského společenství propojovat politickou blízkovýchodní agendu s agresivně vyhroceným protižidovským náboženským postojem je setrvalá“. Případem se zabývala policie, která však trestní oznámení v létě 2012 odložila kvůli promlčení trestného činu. Předseda Ústředí muslimských obcí Muneeb Hassan Alrawi nejdříve zaslal židovským obcím vysvětlení, později se za Větrovcovo kázání omluvil.

### Airsoft v mešitě
V roce 2012 Lukáš Lhoťan zveřejnil na svém blogu také čtyři roky staré fotografie, na nichž pózoval Lukáš Větrovec v mešitě s airsoftovou zbraní. Větrovec, který v době zveřejnění již žil na Slovensku a nebyl s brněnskou muslimskou obcí ve spojení, uvedl, že šlo o uzavřenou silvestrovskou akci a airsoftovou zbraň tam přinesl sám Lhoťan. Podle Lhoťana se v mešitě ze zbraně také střílelo na terč. Muneeb Hassan Alrawi podle svých slov o této činnosti nevěděl a zpětně ji odsoudil. Politolog se zaměřením na extremismus Miroslav Mareš pro iDNES.cz uvedl, že podobné záležitosti systematicky poškozují image brněnské muslimské komunity, jinak považované spíše za umírněnou.

### Kázání Muneeba Alrawiho o nenávisti a bití dětí
V roce 2010 pronesl kázání v mešitě předseda Ústředí muslimských obcí Muneeb Hassan Alrawi. V projevu zazněla výzva, aby své děti vedli k nenávisti vůči kufr (nevíře a hříchu), a zmíněn výrok Mohameda, že rodiče mohou bít děti, pokud se nenaučí modlitbu. Po zveřejnění záznamu Lukášem Lhoťanem v létě 2013 podalo Občanské sdružení ateistů České republiky na Alrawiho trestní oznámení. Podle Alrawiho však bylo ono kázání vytrženo z kontextu a jednalo se jen o překlad textu jiného autora. Státní zastupitelství případ nakonec odložilo s tím, že trestný čin se nestal.